# Elaenia fallax
El fiofio canoso (Elaenia fallax), también denominado fiofío antillano o fiofío canoso jamaicano,  es una especie de ave paseriforme de la familia Tyrannidae perteneciente al numeroso género Elaenia. Algunos autores sostienen que se divide en dos especies. Es nativa de las islas caribeñas de Jamaica y La Española. 

## Distribución y hábitat
Se encuentra en las islas de Jamaica, y La Española (Haití y República Dominicana).
Esta especie es considerada localmente común en sus hábitats naturales: las selvas húmedas montanas y de tierras bajas, bordes de bosque, enmarañados y campo abierto con árboles dispersos.

## Sistemática

### Descripción original
La especie E. fallax fue descrita por primera vez por el zoólogo británico Philip Lutley Sclater en 1861 bajo el mismo nombre científico Elainea fallax; su localidad tipo es: «Jamaica».

### Etimología
El nombre genérico femenino «Elaenia» deriva del griego «ελαινεος elaineos» que significa ‘de aceite de oliva’, ‘oleaginosa’; y el nombre de la especie «fallax», proviene del latín «fallax, fallacis» que significa ‘falso’, ‘engañoso’.

### Taxonomía
La subespecie E. fallax cherrie, endémica de La Española, es considerada como la especie Elaenia cherriei separada de la presente, por las clasificaciones Aves del Mundo (HBW) y Birdlife International (BLI) con base en diferencias morfológicas y de vocalización y con soporte de los estudios de genética molecular de Rheindt et al. (2008a) (2009).

### Subespecies
Según las clasificaciones del Congreso Ornitológico Internacional (IOC) y Clements Checklist/eBird se reconocen dos subespecies, con su correspondiente distribución geográfica:
- Elaenia fallax cherriei Cory, 1895 – La Española.
- Elaenia fallax fallax P.L. Sclater, 1861 – Jamaica.